# CB Valladolid
Le Club Baloncesto Valladolid, qui a connu différentes appellations en fonction de ses sponsors, est un club espagnol de basket-ball basé à Valladolid. Le club a longtemps appartenu à la Liga ACB soit le plus haut niveau du basket-ball espagnol. Disparu en 2015, il a aussitôt été remplacé par le Club Baloncesto Ciudad de Valladolid qui reprend alors une partie de son effectif et sa salle, le tout sous l'égide de Mike Hansen, ancien président du CB Valladolid.

## Historique
En Espagne
- 1976-1977: Primera Division (D1)
- 1977-1978: Segunda División (D2)

Logo jusqu'en 2009.

- 1978-1979: Primera División B (D2)
- 1979-1983: Primera Division  (D1)
- 1983-2008: Liga ACB (D1)
- 2008-2009: LEB Oro (D2)
- 2009-2014: Liga ACB (D1)
- 2014-2015: LEB Oro (D2)

En Europe
- Participation à la Coupe Korać: 1979, 1981, 1982, 1991, 1992, 1998, 2001

## Sponsors
- 1978-1979 : Impala Tours
- 1979-1983 : Miñón
- 1983-1992 : Fórum Filatélico
- 1992-1993 : Grupo Libro
- 1993-2006 : Fórum Filatélico
- 2006-2008 : Grupo Capitol
- 2009-2014 : Blancos de Rueda
- 2014-2015 : MyWigo

## Bilan sportif

### Palmarès
| Compétitions nationales                               | Compétitions internationales |
| - Copa Príncipe de Asturias : - Finaliste (1) : 1991. | - Néant.                     |

## Joueurs et personnalités du club

### Entraîneurs successifs
- 1983-1984 :  Gustavo Aranzana
- 1986-1987 :  Gustavo Aranzana
- 1988-1989 :  Mario Pesquera
- 1988-1989 :  José Laso
- 1989-déc. 1992 :  Javier Casero
- 1993 :  Samuel Puente
- 1994 :  Samuel Puente
- 1997-2002 :  Gustavo Aranzana
- 2002-2003 :  Luis Casimiro
- 2003-2004 :  Manel Comas
- 2005-2006 :  Paco García
- 2006-2008 :  Javier Imbroda
- 2008-2012 :  Porfirio Fisac
- 2011-févr. 2012 :  Luis Casimiro
- Févr. 2012-2013 :  Roberto González
- 2013-2014 :  Ricard Casas
- 2014-2015 :  Porfirio Fisac

### Joueurs célèbres ou marquants
- Stéphane Dumas
- Joseph Gomis
- Paccelis Morlende
- Yohann Sangaré
- Hervé Touré
- Vasco Evtimov
- Valdemaras Chomičius
- Nedžad Sinanović
- Juan Antonio Corbalán
- Édgar Sosa (basket-ball)
- Grant Gondrezick
- Brian Boddicker
- Othello Hunter
- Sam Clancy
- Andrei Fetisov
- Spencer Dunkley
- Wayne Brabender
- Jason Rowe
- Carlton Myers
- Efthýmios Rentziás
- Panayótis Vasilópoulos
- Arvydas Sabonis
- Oscar Schmidt
- Oscar Yebra
- Michael Young
- Marcus Slaughter